# 브란코 제베츠
브라니슬라브 "브란코" 제베츠(크로아티아어: Branislav "Branko" Zebec, 1929년 5월 17일 자그레브 ~ 1988년 9월 26일 자그레브)는 유고슬라비아와 크로아티아의 축구 선수이자 감독이었다. 그의 전성기에 그는 FK 파르티잔과 FK 츠르베나 즈베즈다의 선수로 활약하였고, 유고슬라비아 축구 국가대표팀 일원으로 1954년 FIFA 월드컵과 1958년 FIFA 월드컵에 참여하였다. 파르티잔 소속으로 그는 3차례 유고슬라비아 컵대회를 3차례 (1952년, 1954년, 1957년) 우승하였고, FK 츠르베나 즈베즈다 소속으로는 1960년에 리그를 우승하였다. 감독으로써는 HNK 하이두크 스플리트, FC 바이에른 뮌헨, 그리고 함부르거 SV의 성공을 이끌었다. 그는 선수시절 유연한 선수로, 피지컬 능력과 경기 이해능력으로 알려져 있다. 또 그는 레프트 윙어나 수비인 풀백 양쪽으로 기용되었으나, 실제로 골키퍼를 제외한 어느 포지션이든 소화할 수 있었다.

## 선수 경력
그는 젊은 시절 고향의 여러 팀에서 활약하였다. (그라잔스키 / 디나모, 포슈타르, 로코모티바, 밀리시오네르, 그리고 메탈라치) 1951년, 그는 유고슬라비아 축구계를 지배하는 수도의 FK 파르티잔의 제의를 받았다. 그의 경기능력과 스피드는 그를 레프트 윙어로 기용되도록 하였고, 그 후 짧은 기간 내에 유고슬라비아 축구 국가대표팀에 차출되게 하였고, 그 후 그는 국가대표팀 경기에 65경기 출장하여 17득점을 기록하였다. 1952년, 그는 첫 국가 컵대회 우승을 확보하였다. 같은해 여름 그는 헬싱키에서 열리는 하계올림픽에 참여하였다. 유고슬라비아는 1950년대 초에 상승세를 타던 헝가리에 패하여 은메달에 만족하여야 했다. 제베츠는 7골을 득점하여 이 대회의 최다 득점자가 되었다.
클럽계에서, 제베츠의 성공은 계속되었다. 1954년, FK 파르티잔은 리그 준우승을 하였고, 또다시 컵대회 우승을 하였다. 제베츠는 스위스에서 개최한 1954년 FIFA 월드컵의 명단에 이름을 올렸다. 유고슬라비아는 프랑스를 상대로 1승, 브라질을 상대로 1무를 기록하였다. 8강에서 유고슬라비아는 서독에 패하여 탈락하였다.
제베츠는 클럽에서 미드필더의 리딩 역할을 맡았고, 이 포지션은 그의 영리함으로 인해 가장 알맞은 자리였다. 1955년, 그는 유러피언컵의 첫 번째 대회에 참여하였다. (파르티잔은 선정팀으로 참가하였지만, 국가 챔피언은 아니었다. - 첫대회는 선정팀이 참가하는 형태였다.) 파르티잔은 1라운드에서 스포르팅 CP를 5-2, 8-5로 제압하였다. 그 다음 라운드인 8강에서 파르티잔은 레알 마드리드 CF를 만나 홈에서 3-0 승리를 거두었으나 알프레도 디 스테파노가 이끄는 마드리드는 파르티잔에 0-4 패배를 2차전에서 안겼다. 국가 대회에서 파르티잔은 당시 최강이었던 HNK 하이두크 스플리트와 FK 츠르베나 즈베즈다에 가려져 큰 성공을 거두지 못하였다. 그에 따라, 1956년에 파르티잔은 리그 준우승에 만족하여야 했고, 2년후에도 마찬가지였다. 이 기간 동안 파르티잔은 또다시 유고슬라비아 컵대회 우승을 거두었다.
스웨덴에서 열린 1958년 FIFA 월드컵 기간 동안 브란코 제베츠는 국가대표팀 주장으로 참가하였다. 조별리그에서 유고슬라비아는 스코틀랜드, 파라과이, 프랑스와 한조에 속하였다. 조별리그 경기 종료 후, 유고슬라비아는 8강에 진출하였으나, 4년전과 마찬가지로 서독은 또다시 유고슬라비아의 발목을 잡았다.
유고슬라비아에서 파르티잔은 준우승으로 시즌을 또다시 마무리하였고, 그 후에는 라이벌인 FK 츠르베나 즈베즈다로 이적하였다. 츠르베나 즈베즈다 소속으로, 제베츠는 마침내 리그 트로피를 1960년에 획득하였다. 이 타이틀은 그가 선수로써 확보한 마지막 타이틀이었다.
1963년, 그는 유고슬라비아의 출국을 허락받을 나이가 되어, 정치적으로 험악한 자국을 나갔다. 빅클럽에 뛰기에 늙은 제베츠는 당시 독일 2부리그에 속해있던 알레마니아 아헨으로 이적하였으나 피치에서 그다지 큰 성공을 거두지 못하였다. 그러나 그는 2년의 값진 경험을 통해 나중에 감독으로써 성공을 거두는 밑거름이 되었다.

## 감독 경력
브란코 제베츠는 현역 은퇴 이후, 처음으로 감독직을 경험하였다. 1965년, 그는 그의 고향에 있는 클럽이자, 유고슬라비아 1부 리그에 속한 NK 디나모 자그레브의 사령탑이 되었다. 그는 이비차 호르바트 감독과 같이 코칭스태프가 되었고, 나중에 둘은 독일에서도 성공을 거두었다. 디나모는 UEFA 컵의 전신인 인터시티스 페어스컵에 참가하였다. 처음에 디나모는 분위기가 좋지 않았다. 1라운드에서 디나모는 체코의 BC 브르노와 2-2로 비겼고, 동전 던지기로 디나모가 간신히 진출하였다. 던펌린과 디나모 피테슈티를 탈락시킨 뒤, 유벤투스 FC가 8강에서의 디나모 상대가 되었으나, 디나모는 2-2로 비긴뒤 3-0으로 토리노 클럽의 수비진을 해체시켰다. 준결승전에서 디나모는 아인트라흐트 프랑크푸르트와의 1차전에서 0-3으로 패한 뒤, 2차전에서 4-0으로 극적인 승리를 거두어 결승에 올랐다.
결승전에서 디나모는 피터 로리머와 빌리 브렘너를 앞세운 리즈 유나이티드 FC와 대치하였다. 1차전에서 디나모는 2-0으로 홈에서 승리를 거둘 수 있었으나, 원정에서의 무득점 무승부로는 리즈에게 역부족이었다. 제베츠와 그의 팀은 동유럽 클럽으로는 최초로 국제 타이틀을 확보하였다.

### FC 바이에른 뮌헨
페어스컵 우승은 제베츠에게는 유고슬라비아 바깥으로 나가는 기회였고, 1968년, FC 바이에른 뮌헨은 그와 같은 조국을 가진 즐라트코 차이코프스키의 뒤를 따를 기회였다. 차이코프스키는 제베츠의 디나모 동료로 1952년 하계올림픽과 1954년 FIFA 월드컵에서 같이 참여하였다. 당시 뮌헨은 젊은 프란츠 베켄바워와 게르트 뮐러를 앞세워 두 차례 DFB-포칼 우승을 하였고, UEFA 컵 위너스컵 우승을 거두었다. 제베츠는 뮌헨에 공격 축구를 하도록 하였고, 수비도 보강하였다. 제베츠는 그의 첫 시즌에 분데스리가 우승을 거두어 국가 챔피언쉽을 37년 만에 우승하도록 하였다. 더 나아가서 그는 바이에른 소속으로 또다른 DFB-포칼 우승을 거두었고, 그에 따라 분데스리가 역사상 첫 더블을 달성하였다. 그다음 시즌은 문제로 시작하였다. 바이에른은 프랑스의 AS 생테티엔과의 1차전에서 패하여 유러피언컵 1라운드에서 조기 탈락하였다. 비록 시즌 초였지만, 제베츠는 뮌헨과의 만료되는 1969-70 시즌 이후로는 연장 계약을 하지 않을 것임을 밝혔다. 바이에른은 시즌 후반기 3경기에서 1승점만을 획득하고 1위팀과 승점 5점차로 벌어지자, 그의 계약은 일찍 마감되었다. 우도 라텍은 그의 후임감독이 되었다. 프란츠 베켄바워의 자서전에 의하면 당시 감독과 팀간의 "분위기상의 불협화음"이 있었다고 하였다.
이후 제베츠는 2년간 VfB 슈투트가르트의 감독으로 부임하였고, 팀을 상위권에 올려놓기 위해 노력하였다. 그는 별다른 인상적인 활약을 보이지는 못하였고, 특히 2번째 시즌에 국가대표팀의 호르스트 쾨펠과 오스트리아 미드필더인 한스 에트마여로 보강을 하였으나 별다른 성공을 거두지 못하였다. 그에 따라, 제베츠의 임기는 조기에 만료되었다.
제베츠는 유고슬라비아로 돌아가 토미슬라브 이비치와의 협동으로 HNK 하이두크 스플리트의 감독을 맡았고, 다시 성공을 거두었다. 하이두크 스플리트는 UEFA 컵 위너스컵에서 준결승까지 진출하며 인상적인 모습을 보이고 노르웨이의 프레드릭스타드 FK와 웨일스의 렉섬 FC, 스코틀랜드의 하이버니언 FC를 차례로 탈락시켰다. 하이버니언과의 8강에서는 원정에서 2-4 패배를 당하였지만, 홈에서 3-0으로 승리를 거두었다. 그러나, 리즈 유나이티드 FC와의 준결승에서 0-1 패배는 치명타였다. 홈에서 0-0으로 비긴 스플리트는 탈락을 하였지만, 컵 위너스컵 준결승 진출은 하이두크 역사상 최고의 국제대회 기록이다. 리즈는 AC 밀란과의 결승전에서 접전 끝에 0-1로 석패하였다.
이 시즌에 하이두크 스플리트는 리그를 9위로 마감하며 실망스럽게 시즌을 마감하였으나, 결승전에서 FK 츠르베나 즈베즈다를 꺾고 유고슬라비아 컵대회 2연패에 성공하여, 하이두크 팬들에게는 가장 인상적인 시즌으로 남았다. 1970년대는 하이두크의 전성기를 맞았지만, 단 1년 만에 제베츠는 독일로 돌아갔다.

### 아인트라흐트 브라운슈바이크
1967년, 아인트라흐트 브라운슈바이크는 분데스리가 챔피언이었으나, 1973년에 강등되었다. 이 클럽은 양주 회사를 메인 스폰서로 두고 제베츠를 사령탑에 앉여 리빌딩을 시작하였다. 제베츠는 동료 유고슬라브인들을 불렀다. 라이트 윙 다닐로 포피보다와 미드필더 알렉산다르 리스티치는 그의 부름을 받았다. 국가대표팀 골키퍼 베른트 프랑케와 다른 주요 선수들이 그의 제의를 받아들여 리그 상위권에 이름을 올렸다. 3년간, 아인트라흐트는 9위에서 3위로 순위를 끌어올렸으나, 1점차로 승격에 실패하였다. 그의 브라운슈바이크 4년째, 1974년 FIFA 월드컵에 참여하였던 파울 브라이트너가 레알 마드리드 CF에서 이적하였다. 이 보강에도 불구하고, 리그를 13위로 마감하였고, 제베츠는 절반의 성공을 거두는데 그쳤다.

### 함부르거 SV
1977년의 UEFA 컵 위너스컵 챔피언인 함부르거 SV는 1960년대 분데스리가 원년에 참가한 이래 타이틀을 갈망하였으나 1976-77 시즌에는 리그를 11위로 마감하는데 그쳤다. 제베츠는 함부르크의 소방수로 적절하였다. 제베츠는 함부르크 첫 시즌, 만프레드 칼츠 수비수와 호르스트 흐루베슈 공격수를 불러들였다. 함부르크 스쿼드에서 가장 인상적인 선수는 "마이티 마우스"라 불리는 케빈 키건이었다. 제베츠는 함부르크의 첫 시즌을 마친 후 팀이 리그 정상에 오른 것을 확인하였다.
그 다음해 함부르크는 유러피언컵 결승에 진출하였으나, 노팅엄 포레스트 FC에 패하여 우승을 거두는데 실패하였다. 불운의 함부르크는 이 결승에서 0-1로 패하였다. 제베츠의 코칭스타일은 질책의 대상이 되었다. 제베츠는 엄격한 감독으로, 자시의 논리에 확신하였고, 더 많은 훈련이 성공과 직결된다고 생각하였다. 그에 따라, 선수들은 그의 강도높은 훈련에 비난하였고, 평론가들은 함부르크가 준우승을 한 해에 타이틀을 못 획득한 이유를 제베츠로 지목하였다.
제베츠는 함부르크의 세 번째 시즌에 더 많은 문제를 드러냈다. 브란코 제베츠는 음주 문제를 일으켰고, 경기장 벤치에서 적발되었다. 그의 더 괴상한 행동은 선수들에게 하프타임에 건넨 말이다: "0-2, 졌어! 그러나 상관없어, 다음 경기에서 승리를 하면 되니까!" 제베츠는 12월에 이 문제를 드러내며, 벤치에서 숙취한 모습을 나타냈고, 이에 대한 조치를 취해야만 했고, 그에 따라 계약은 해지되었다. 알렉산다르 리스티치는 이 시즌의 잔여 기간 동안 함부르크의 감독을 맡다가 오스트리아의 에른스트 하펠에 바통을 넘겨 함부르크가 다시 성공하도록 하였다.
1981-82 시즌, 제베츠는 우도 라텍의 발자취를 따라 보루시아 도르트문트의 감독이 되었다. 도르트문트는 제베츠의 지도 하에 12년 만에 최고 성적인 6위를 하도록 하였고, UEFA 컵 진출권을 획득하였다. 그러나, 사생활의 문제가 여전히 거론되고 있어 재계약을 하지 못하였다. 시즌 종료 후, 제베츠는 도르트문트를 떠났다.
1982-83 시즌을 앞두고 그는 무직 상태가 되었다. 그러나, 아인트라흐트 프랑크푸르트는 오스트리아의 헬무트 제네코비치의 자리를 그에게 넘겼다. 제베츠는 프랑크푸르트를 리그 10위로 종료하게 만들었지만, 다음 시즌의 10월 17일에 해임되었다.
그는 감독직에서 은퇴하기 전에 고향의 NK 디나모 자그레브 감독을 맡았다.
1988년, 제베츠는 알코올과 관련된 질병으로 59세의 나이로 사망하였다. 그는 분데스리가 역사상 가장 인상적인 감독들 중 하나로 남아있다.

## 경력 결산
| 선수 경력 | 선수 경력                   | 선수 경력                                                            |
| 기간      | 클럽                        | 타이틀                                                               |
| --------- | --------------------------- | -------------------------------------------------------------------- |
| 1951–1959 | FK 파르티잔                 | 1952 - 유고슬라비아 컵 1954 - 유고슬라비아 컵 1957 - 유고슬라비아 컵 |
| 1959–1961 | FK 츠르베나 즈베즈다        | 1960 - 유고슬라비아 리그                                             |
| 1961–1965 | 알레마니아 아헨             |                                                                      |
| 감독 경력 |                             |                                                                      |
| 기간      | 클럽                        | 타이틀                                                               |
| 1965–1967 | NK 디나모 자그레브          | 1967 - 인터시티스 페어스컵                                           |
| 1968–1970 | FC 바이에른 뮌헨            | 1969 - DFB-포칼 1969 - 분데스리가                                    |
| 1970–1972 | VfB 슈투트가르트            |                                                                      |
| 1972–1973 | HNK 하이두크 스플리트       | 1973 - 유고슬라비아 컵                                               |
| 1974–1978 | 아인트라흐트 브라운슈바이크 |                                                                      |
| 1978–1980 | 함부르거 SV                 | 1979 - 분데스리가                                                    |
| 1981–1982 | 보루시아 도르트문트         |                                                                      |
| 1982–1983 | 아인트라흐트 프랑크푸르트   |                                                                      |
| 1984      | NK 디나모 자그레브          |                                                                      |